# توم شامبرز (محامي)
توم شامبرز (بالإنجليزية: Tom Chambers)‏ هو قاضي ومحامي أمريكي، ولد في 11 أكتوبر 1943 في واباتو في الولايات المتحدة، وتوفي في 11 ديسمبر 2013 في أولمبيا في الولايات المتحدة.

## وصلات خارجية
- توم شامبرز على موقع إن إن دي بي (الإنجليزية)